# Георги Кукурешков
Георги Манчов Кукурешков (Кукурѣрешковъ до 1945) е български офицер, полковник, началник на отделение в 8-и артилерийски полк през Балканската (1912 – 1913) и Междусъюзническата война (1913), командир на 1-ви гаубичен полк и 1-ва артилерийска бригада през Първата световна война (1915 – 1918).

## Биография
Георги Кукурешков е роден на 9 април 1867 г. в Панагюрище. През 1886 г. постъпва във Военното на Негово Княжеско Височество училище, завършва на 27 април 1887 г., произведен е в чин подпоручик и назначен на служба в 8-и пехотен приморски полк. Малко след това е зачислен в 4-ти артилерийски полк. На 18 май 1890 г. е произведен в чин поручик, а през 1895 г. в чин капитан.
През 1902 г. като капитан от 4-ти артилерийски полк е командирован за обучение в Офицерска артилерийска школа – полски отдел, Царское село, Русия, която завършва още същата година. През 1900 г. капитан Кукурешков служи като командир на 2-ра батарея от 4-ти артилерийски полк, през 1904 е произведен в чин майор като продължава да командва поверената му батарея, от 1909 г. е командир на батарея от 2-ри артилерийски полк, а от 1911 командва отделение от същия полк. На 22 септември 1912 г. е произведен в чин подполковник.
Подполковник Кукурешков лов взема участие в Балканската (1912 – 1913) и Междусъюзническата война (1913) като началник на отделение в 8-и артилерийски полк, а след Междусъюзническата война командва 1-ви гаубичен полк. На 1 октомври 1915 г. е произведен в чин полковник.
По време на Първата световна война (1915 – 1918) полковник Кукурешков командва първоначално 1-ви гаубичен полк, след което 1-ва артилерийска бригада. През 1917 г. като командир на 1-ви гаубичен полк съгласно заповед № 679 г. по Действащата армия е предложен за награждаване с Военен орден „За храброст“, III степен, 2 клас, но орденския съвет решава, че може да бъде награден с Военен орден „За храброст“, IV степен, 2 клас, като съгласно заповед № 466 от 1921 г. по Министерството на войната наградата е променена на Военен орден „За храброст“, III степен, 2 клас. През 1918 г. като командир на 1-ва артилерийска бригада е награден с Орден „Св. Александър“ III степен с мечове по средата , която награда е потвърдена със заповед № 355 от 1918 година.
През 1919 г. полковник Кукурешков е уволнен от служба. Умира на 21 април 1930 г.
Полковник Георги Кукурешков е женен за дъщерята на полковник Никола Капитанов (1862 – 1950) и внучка на капитан Манол Войвода – Радка (1886 – 1962). Синът му Виктор (р. 1918) е поручик от артилерията и участник във Втората световна война (1941 – 1945). Къщата на Никола Капитанов и Георги Кукурешков се намира в София на ул. Николай Лилиев № 5 и е дело на арх. Михаил Пушкаров.

## Военни звания
- Подпоручик (27 април 1887)
- Поручик (18 май 1890)
- Капитан (1895)
- Майор (1904)
- Подполковник (22 септември 1912)
- Полковник (1 октомври 1915)

## Образование
- Военно на Негово Княжеско Височество училище (1886 – 1887)
- Офицерска артилерийска школа – полски отдел, Царское село, Русия (1902)

## Награди
- Военен орден „За храброст“, IV степен, 2 клас
- Орден „Св. Александър“ IV степен с мечове по средата
- Военен орден „За храброст“, IV степен, 1 клас (1917)
- Орден „Св. Александър“ III степен с мечове по средата (1918, 1921)
- Военен орден „За храброст“, III степен, 2 клас (1921)
- Народен орден „За военна заслуга“ V степен на обикновена лента
- Орден „За заслуга“ на обикновена лента